# Medalla del 250è Aniversari de Leningrad

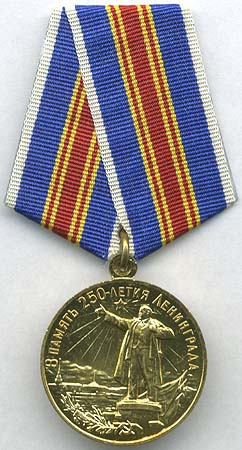
Medalla del 250è Aniversari de Leningrad.

La Medalla del 250è Aniversari de Leningrad (Rus:Медаль "В память 250-летия Ленинграда") és una medalla creada per commemorar la fundació de la ciutat de Leningrad el 16 de maig de 1703 (data d'inici de la construcció de la fortalesa de Petropavlovsk). Va ser la segona de les medalles instituïdes en honor dels aniversaris de les ciutats. Va ser instituïda el 6 de maig de 1957 per Nikita Khrusxov.
Era atorgada:
- als ciutadans de la ciutat que es distingissin en les tasques de reconstrucció de la ciutat, i que hagin aportat amb el treball al desenvolupament de la seva indústria, el seu transport, la indústria, l'economia municipal, el comerç, les institucions científiques i culturals, i que haguessin viscut a Leningrad o als seus suburbis durant almenys 5 anys.
- als participants en la defensa de Leningrad durant la Gran Guerra Patriòtica, ja condecorats amb la medalla "Per la defensa de Leningrad", independentment del seu lloc de residència.

## Història
Instituïda pel Decret de la Presidència del Soviet Suprem de l'URSS del 16 de maig de 1957, sent publicat en la Gaseta del Soviet Suprem de la Unió Soviètica num. 12 de 1957, en commemoració del 250è aniversari de la ciutat de Leningrad. La seva concessió era feta:
- Civils: pels comitès executius regionals i els consells ciutadans dels diputats
- Militar: el caps de les unitats o establiments militars

Penja a l'esquerra del pit i se situa després de la "Medalla del 800è Aniversari de Moscou"
L'autor del disseny va ser el pintor N.A. Sokolov.
Juntament amb la medalla s'atorgava un certificat acreditatiu.
Va ser concedida sobre unes 1.445.900 vegades, i es concedí durant molt de temps, cessant-se la seva concessió l'1 de gener de 1978.
La medalla es va atorgar 4 anys després de l'aniversari de la fundació de la ciutat original, San Petersburg, al maig del 1703 pel Tsar Pere el Gran. El Tsar Nicolau II va canviar el nom de la ciutat per Petrograd durant la I Guerra Mundial, i el 26 de gener de 1924 el nom va canviar de nou, després de la mort de Lenin.

## Disseny
Una medalla circular de 32mm de diàmetre.
A l'anvers de la medalla de apareix la imatge en relleu del monument a Lenin, prop de l'estació finesa al fons del Neva i l'edifici de l'Almirallat. Darrere del monument hi ha banderes onejant, i a sota hi ha una branca de llorer amb espigues amb la imatge de la falç i el martell. A la part superior de la medalla, i seguint la circumferència, apareix la inscripció В ПАМЯТЬ 250-ЛЕТИЯ ЛЕНИНГРАДА (En commemoració del 250è Aniversari de Leningrad) i la imatge de l'estrella de 5 puntes, amb els raig de surten.
Al revers, apareix l'edifici de l'Institut Smolni, sobre el qual apareix la inscripció ГОРОДУ-ГЕРОЮ СЛАВА! ("A la Ciutat Heròica – Glòria!"), i la xifra "250" a sota. A la part superior de la medalla, entrellaçades per una cinta, cobertes amb fulles de llorer, roure i espigues, apareix la imatge dels ordes de Lenin i de la Bandera Roja, ambdós atorgats a Leningrad (a més del títol de Ciutat heroica).
La medalla penja d'un galó pentagonal, cobert per cinta de seda de muaré de color blau amb franges blanques als costats. Al centre hi ha una franja vermella amb dues franges grogues als costats.